# Rodigo
Rodigo (pronuncia: Ròdigo; Ròdech in dialetto alto mantovano) è un comune italiano di 5 168 abitanti della provincia di Mantova in Lombardia.

## Geografia fisica
Il comune di Rodigo è situato a circa 15 km da Mantova, in direzione nord-ovest, è costituito dal capoluogo Rodigo e dalle frazioni di Rivalta sul Mincio e Fossato.

## Origini del nome
Il nome Rodigo deve probabilmente le sue origini al nome del fondatore Roto, ovvero "del popolo dei Roti".

## Storia
L'origine di Rodigo si situa nell'XI secolo, tra il 1050 e il 1100.
In latino questa formula veniva scritta Rodingum, cioè Roti vicus, che per elisione e scambio di lettere si sarebbe mutato in Rodi igo, cioè "Luogo di Roto".
Nella frazione di Fossato, negli anni dal 1855 al 1861, soggiornò il patriota e poeta Ippolito Nievo: una lapide posta sulla casa ne ricorda l'evento.

### Simboli
Lo stemma del Comune, raffigurante una ruota, risale all'epoca in cui Rodigo era Contea (1479-1587): esso riportava il motto Rotat Omnia Secum. È stato ufficialmente riconosciuto con DPCM del 10 giugno 1951.
Il gonfalone, concesso con DPR del 5 luglio 1952, è un drappo di azzurro.

## Monumenti e luoghi d'interesse

### Architetture religiose

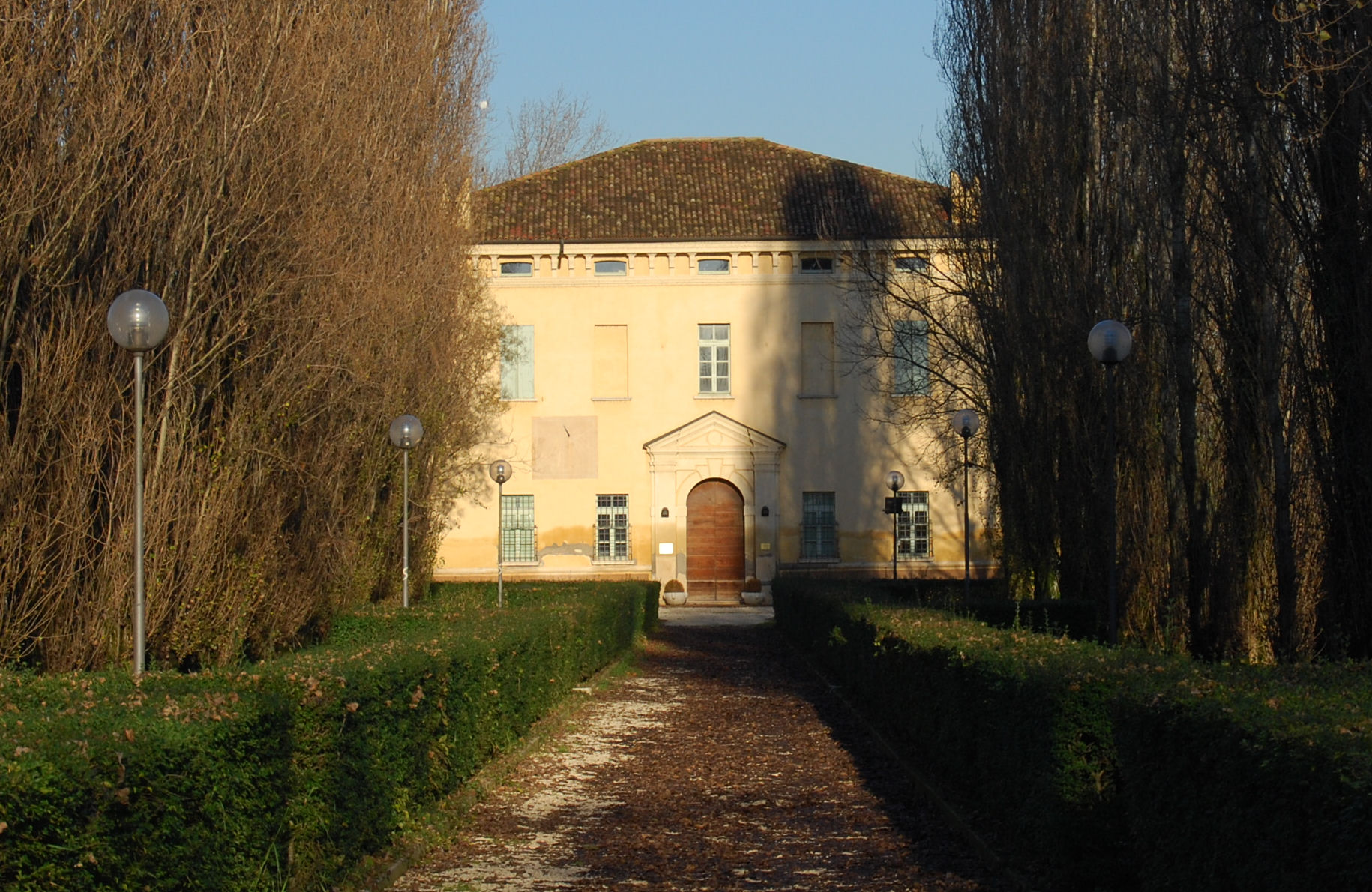
Villa Balestra

- Chiesa di Santa Maria della Rosa

### Architetture militari
- Torre civica

### Architetture civili
- Villa Balestra
- Casa di Ippolito Nievo, in frazione Fossato
- Villa Bambini[10], già Varini, bell'edificio del diciottesimo secolo, un tempo casino di caccia dei Conti Cavriani
- Corte "La Motella"[11]

### Altro
- Il fiume Mincio, in frazione Rivalta sul Mincio

## Società

### Evoluzione demografica
Abitanti censiti

## Economia
I due centri principali sono quindi Rodigo e Rivalta sul Mincio: pur distando solo 5 km, si sono sviluppati storicamente in modo molto diverso, secondo le loro diverse condizioni ambientali. Inoltre Rivalta sul Mincio ha una popolazione 2 336 abitanti, la quale supera di circa 1 000 unità quella dello stesso Rodigo.

Rodigo ha seguito un tradizionale sviluppo agricolo, mentre Rivalta sul Mincio, grazie alla prossimità col fiume Mincio, è sempre stata caratterizzata da un'economia strettamente legata all'ambiente acquatico, come la pesca e la raccolta e la lavorazione delle canne palustri.
La tradizione agricola del Comune ora è esaltata nella coltivazione del melone, prodotto su buona parte del territorio comunale, in onore del quale è stata istituita un'apposita fiera che si svolge tradizionalmente alla fine di giugno.

## Infrastrutture e trasporti
Rodigo è attraversata dalla strada provinciale 1.
Il servizio di collegamento con Mantova è costituito da autocorse svolte dall'APAM; in passato, fra il 1886 e il 1933, era attiva una stazione lungo la tranvia Mantova-Asola.

## Amministrazione

### Gemellaggi
- Berg, dal 2004[15]